# Anzianità contributiva
Si intende per anzianità contributiva in campo previdenziale, la somma degli anni, mesi e giorni di iscrizione a un ente previdenziale obbligatorio.
L'anzianità contributiva è uno dei requisiti per ottenere la pensione di vecchiaia ed è utilizzata nel metodo di calcolo retributivo per definirne l'importo.